# Большое затылочное отверстие
Большое затылочное отверстие (лат. Foramen occipitale magnum) — овальное отверстие в затылочной кости черепа, посредством которого черепная полость сообщается с позвоночным каналом. В районе большого затылочного отверстия происходит переход продолговатого мозга в спинной. Правый и левый затылочные мыщелки образуют сочленения с 1-м шейным позвонком. Через это отверстие, самое большое в черепе человека, проходят не только продолговатый мозг, но и корешок добавочного нерва, мозговые оболочки, кортиева мембрана, крыловидные связки и такие элементы кровеносной системы как передняя и задняя спинномозговые артерии и позвоночная артерия.
Большое затылочное отверстие ограничено затылочной чешуёй сзади, базилярной частью затылочной кости спереди и соединяющими эти две части затылочной кости затылочными мыщелками (латеральными частями) справа и слева. Положение большого затылочного отверстия различается от вида к виду. Так, у человека оно сдвинуто вперёд по сравнению с современными человекообразными обезьянами (в частности, шимпанзе), что соответствует осанке, сформировавшейся в результате прямохождения. Положение большого затылочного отверстия используется палеонтологами для определения того, относить ли тот или иной род ископаемых приматов к гоминидам. В то же время для других двуногих млекопитающих положение большого затылочного отверстия может определяться иными факторами — например, в случае мешотчатых прыгунов и тушканчиковых, увеличившимися в результате эволюции слуховыми буллами.
У современного человека большое затылочное отверстие растёт и меняет форму примерно до 10-летнего возраста когда происходит оссификация его краёв. С 7-го месяца в утробе и до рождения отверстие растёт в длину быстрее, чем в ширину, а с рождения до 6-месячного возраста темп роста в ширину выше, чем в длину. Максимальной длины отверстие достигает в среднем к пятилетнему возрасту, а в ширину увеличивается вплоть до окостенения. К этому времени размеры отверстия несколько больше у мужчин, чем у женщин (средний продольный диаметр отверстия, согласно различным исследованиям, у женщин составляет от 27,1 до 36,66 мм, у мужчин от 32 до 40 мм; средний поперечный диаметр от 25,45 до 31,34 и от 26,92 до 38 мм соответственно).